# Газдаре
Газдаре је насеље у Србији у општини Медвеђа у Јабланичком округу. Према попису из 2022. било је 362 становника.

## Демографија
У насељу Газдаре живи 428 пунолетних становника, а просечна старост становништва износи 40,1 година (37,5 код мушкараца и 42,8 код жена). У насељу има 200 домаћинстава, а просечан број чланова по домаћинству је 2,86.
Ово насеље је великим делом насељено Србима (према попису из 2002. године), а у последња три пописа, примећен је пад у броју становника.
|  |

| Демографија | Демографија | Демографија |
| Година      | Становника  | Становника  |
| ----------- | ----------- | ----------- |
| 1948.       | 634         |             |
| 1953.       | 766         |             |
| 1961.       | 948         |             |
| 1971.       | 819         |             |
| 1981.       | 763         |             |
| 1991.       | 731         | 717         |
| 2002.       | 571         | 589         |
| 2011.       | 458         |             |
| 2022.       | 362         |             |

| Етнички састав према попису из 2002.‍ | Етнички састав према попису из 2002.‍ | Етнички састав према попису из 2002.‍ | Етнички састав према попису из 2002.‍ | Етнички састав према попису из 2002.‍ |
| ------------------------------------ | ------------------------------------ | ------------------------------------ | ------------------------------------ | ------------------------------------ |
|                                      |                                      |                                      |                                      |                                      |
| Срби                                 | Срби                                 |                                      | 567                                  | 99,29%                               |
| Македонци                            | Македонци                            |                                      | 2                                    | 0,35%                                |
| Црногорци                            | Црногорци                            |                                      | 1                                    | 0,17%                                |
| непознато                            | непознато                            |                                      | 1                                    | 0,17%                                |

| Година пописа     | 1948. | 1953. | 1961. | 1971. | 1981. | 1991. | 2002. |
| ----------------- | ----- | ----- | ----- | ----- | ----- | ----- | ----- |
| Број домаћинстава | 101   | 143   | 227   | 200   | 216   | 211   | 200   |

| Број чланова      | 1  | 2  | 3  | 4  | 5  | 6 | 7 | 8 | 9 | 10 и више | Просек |
| ----------------- | -- | -- | -- | -- | -- | - | - | - | - | --------- | ------ |
| Број домаћинстава | 50 | 56 | 22 | 37 | 22 | 9 | 2 | 1 | 1 | 0         | 2,86   |

| Пол    | Укупно | Неожењен/Неудата | Ожењен/Удата | Удовац/Удовица | Разведен/Разведена | Непознато |
| ------ | ------ | ---------------- | ------------ | -------------- | ------------------ | --------- |
| Мушки  | 224    | 54               | 147          | 16             | 5                  | 2         |
| Женски | 229    | 25               | 151          | 52             | 1                  | 0         |
| УКУПНО | 453    | 79               | 298          | 68             | 6                  | 2         |

| Пол    | Укупно                    | Пољопривреда, лов и шумарство | Рибарство                            | Вађење руде и камена | Прерађивачка индустрија       |
| ------ | ------------------------- | ----------------------------- | ------------------------------------ | -------------------- | ----------------------------- |
| Мушки  | 113                       | 15                            | 0                                    | 49                   | 22                            |
| Женски | 50                        | 11                            | 0                                    | 1                    | 22                            |
| УКУПНО | 163                       | 26                            | 0                                    | 50                   | 44                            |
| Пол    | Производња и снабдевање   | Грађевинарство                | Трговина                             | Хотели и ресторани   | Саобраћај, складиштење и везе |
| Мушки  | 2                         | 0                             | 1                                    | 0                    | 0                             |
| Женски | 0                         | 0                             | 3                                    | 0                    | 0                             |
| УКУПНО | 2                         | 0                             | 4                                    | 0                    | 0                             |
| Пол    | Финансијско посредовање   | Некретнине                    | Државна управа и одбрана             | Образовање           | Здравствени и социјални рад   |
| Мушки  | 0                         | 0                             | 4                                    | 5                    | 6                             |
| Женски | 0                         | 0                             | 1                                    | 5                    | 6                             |
| УКУПНО | 0                         | 0                             | 5                                    | 10                   | 12                            |
| Пол    | Остале услужне активности | Приватна домаћинства          | Екстериторијалне организације и тела | Непознато            | Непознато                     |
| Мушки  | 2                         | 0                             | 0                                    | 7                    | 7                             |
| Женски | 0                         | 0                             | 0                                    | 1                    | 1                             |
| УКУПНО | 2                         | 0                             | 0                                    | 8                    | 8                             |

## Познате личности
- Никола Илић, српски правник и историчар

## Галерија
- Улаз у село.
- Главни пут кроз село који води ка селу Лецеу.
- Споменик палим борцима у дворишту Дома културе.
- Споменик палим борцима у дворишту Дома културе.
- Дом културе.